# DepArture
Pour les articles homonymes, voir Departure.
Albums de AAA
Around
(2007) Heartful
(2010)
Singles
DepArture est le 4ealbum du groupe AAA, sorti sous le label Avex Trax le 11 février 2009 au Japon. Il atteint la 4e place du classement de l'Oricon. Il se vend à 19 810 exemplaires la première semaine et reste classé pendant 4 semaines, pour un total de 22 656 exemplaires vendus. Il sort en format CD et CD+DVD.

## Liste des titres
| 1.  | -introduction-                                      |                               |                                               | 0:31 |
| 2.  | MUSIC!!!                                            | Shigeco Ogula, Koichi Tsutaya | Koichi Tsutaya                                | 4:59 |
| 3.  | SAVE YOUR SOUL                                      | Miki Watanabe, Makoto Totsuka | Miki Watanabe                                 | 4:01 |
| 4.  | Jamboree!!                                          | Leonn                         | Hibino Hiroshi                                | 5:14 |
| 5.  | Wonderful Girls                                     | Leonn                         | Hirata Shoichiro                              | 4:24 |
| 6.  | Deai no Chikara III (出逢いのチカラIII)             | Kenn Kato                     | BounceBack                                    | 6:01 |
| 7.  | A piece of my word                                  | Kenn Kato                     | Sin                                           | 5:14 |
| 8.  | ZERØ                                                | Arika Takano                  | Tanaka Nao                                    | 3:38 |
| 9.  | HORIZON                                             | Kami Kaoru                    | Kami Kaoru, Tomokazu Matsuzawa                | 3:56 |
| 10. | BEYOND ~ Karada no Kanata (BEYOND ～カラダノカナタ) | Keyossie and one              | Takara Mitsuru Rei Hisashi, Takanashi Tatsuya | 4:49 |
| 11. | Mosaic                                              | kenko-p                       | Lori Fine (Coldfeet)                          | 4:36 |
| 12. | Hajimari no Kiseki (始まりのキセキ)                 | BounceBack                    | BounceBack                                    | 4:22 |
| 13. | Tabidachi no Uta (旅ダチノウタ)                     | Leonn                         | Minoru Komorita                               | 5:04 |

| 1.  | BEYOND ~ Karada no Kanata (BEYOND ～カラダノカナタ)            |  |
| 2.  | MUSIC!!!                                                       |  |
| 3.  | ZERØ                                                           |  |
| 4.  | Tabidachi no Uta (旅ダチノウタ)                                |  |
| 5.  | Jamboree!!                                                     |  |
| 6.  | BEYOND ~ Karada no Kanata (off shot) (BEYOND ～カラダノカナタ) |  |
| 7.  | MUSIC!!! (off shot)                                            |  |
| 8.  | ZERØ (off shot)                                                |  |
| 9.  | Tabidachi no Uta (off shot) (旅ダチノウタ)                     |  |
| 10. | Jamboree!! (off shot)                                          |  |